# Neochauliodes indicus
Neochauliodes indicus is een insect uit de familie Corydalidae, die tot de orde grootvleugeligen (Megaloptera) behoort. De soort komt voor in Bhutan en het noordoosten van India. Twee syntypes van de soort worden bewaard in het Museum für Naturkunde in Berlijn.